# Marek
Marek je mužské křestní jméno latinského původu, které je odvozené ze jména Martius, tj. „zasvěcený bohu války“ Martovi. Podle českého kalendáře má svátek 25. dubna. Další jména stejného původu jsou Marcel a Martin.
Ženská podoba tohoto jména je Marka, v Česku v roce 2016 žilo sedm nositelek tohoto jména.

## Domácí podoby
Mareček, Mařík, Mára, Máca, Mari, Mark, Marco, Mája, Maránek, Mara

## Statistické údaje
Následující tabulka uvádí četnost jména v Česku a pořadí mezi mužskými jmény ve srovnání dvou roků, pro které jsou dostupné údaje MV ČR – lze z ní tedy vysledovat trend v užívání tohoto jména:
| Rok       | Četnost     | Pořadí   |
| 1999      | 45 389      | 27.      |
| 2002      | 47 216      | 26.      |
| Porovnání | o 1827 více | o 1 lépe |
| 2006      | 53 279      | 26.      |

Změna procentního zastoupení tohoto jména mezi žijícími muži v Česku (tj. procentní změna se započítáním celkového úbytku mužů v Česku za sledované tři roky 1999–2002) je +4,8%, což svědčí o poměrně značném nárůstu obliby tohoto jména.
Podle údajů ČSÚ se za leden 2006 jednalo o 17. nejčastější mužské jméno novorozenců.

## Známí nositelé jména
- sv. Marek Evangelista – světec
- sv. Marek I. – papež
- sv. Marek Efezský (Marek Eugenikos)
- bl. Marek z Aviana – kapucínský mnich a kazatel
- sv. Mauricius – křesťanský mučedník
- bůh Mars (mytologie) – římský bůh války, měl předobraz v řeckém Aréovi. Po něm pojmenovali i měsíc březen. Až do roku 153 př. n. l. šlo o první kalendářní měsíc v roce a probíhali v něm mohutné oslavy tohoto božstva.
- Marcus Aurelius – římský císař a filozof, přezdívaný Filozof na trůně
- Marek Benda – český politik
- Marcus Verrius Flaccus – římský učitel, vychovatel a gramatik
- Marek Kincl – český fotbalista
- Marcus Cornelius Fronto – římský řečník, právník a básník
- Marcus Aemilius Lepidus – římský senátor a konzul
- Marcus Valerius Martialis – římský epigramik
- Marco Polo – italský cestovatel a mořeplavec
- Marcus Vipsanius Agrippa – římský generál
- Marek Eben – český herec, moderátor a zpěvák
- Marek Grechuta – polský zpěvák, skladatel a textař
- Marek Heinz – český fotbalista
- Marcus Aurelius Antonius Heliogabalus – římský císař
- Marek Holý – český herec
- Marek Jankulovski – český fotbalista
- Marek Jiras – český kanoista
- Mark Knopfler – britský kytarista a zpěvák
- Mark Ravenhill – dramatik
- Mark Shepherd – spisovatel
- Marek Suchý – český fotbalista
- Marek Taclík – český herec
- Mark Twain – (vlastním jménem Samuel Langhorne Clemens) americký spisovatel
- Marek Štilec – český dirigent
- Marek Uram – slovenský hokejista
- Marek Vašut – český herec
- Marek Židlický – český hokejista
- Marek Sekyra – český moderátor
- Marek Zelinka – profesionální tanečník a choreograf
- Marek Hamšík - Slovenský fotbalista